# Heinz Hillegaart
Heinz Hillegaart (Hamburg, 10 d'abril de 1911 - Estocolm, 24 d'abril de 1975) va ser un diplomàtic alemany, que morí assassinat per la Fracció de l'Exèrcit Roig (RAF) durant la presa d'ostatges de l'ambaixada de l'Alemanya Occidental a Estocolm.

## Trajectòria

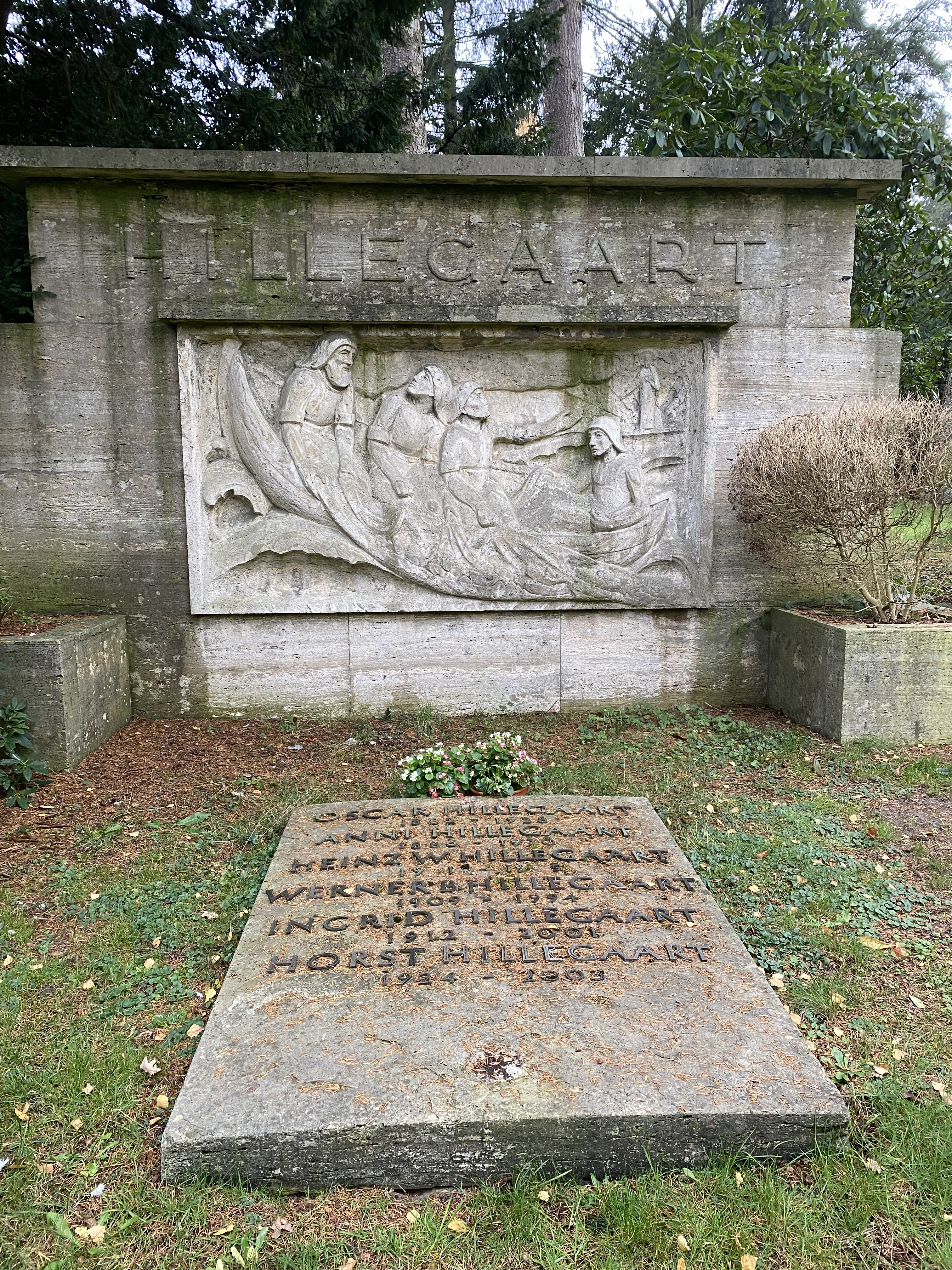
Tomba de la família Hillegaart al cementiri d'Altona

Fins al 1936 va estudiar economia i ciències polítiques a Londres, on havia aprovat l'Abitur el 1932. Es va doctorar el 1943 a Múnic, on havia estudiat economia entre 1938 i 1939. Mentrestant va fer el servei militar els anys 1940 i 1941. Després de la guerra, va treballar com a comerciant i el 1951 va entrar al servei exterior. Va treballar al Ministeri Federal d'Afers Exteriors (1951-1952 i 1964-1969) a l'aleshores capital federal de Bonn, així com a Karachi, Calcuta, Göteborg i Yangon. Va tenir dues filles, Viveka i Claudia, i un fill, Oliver.
El febrer de 1969 va anar a l'ambaixada d'Alemanya Occidental a Estocolm com a conseller d'economia. El 24 d'abril de 1975, sis activistes armats de la RAF van segrestar dotze ostatges del centre diplomàtic i van demanar l'alliberament de 26 companys de la RAF empresonats. Van demanar a la policia sueca que es retirés i van fixar les 14:00 hores com a ultimàtum. A l'hora assenyalada, dos dels segrestadors van disparar cinc trets contra l'agregat militar Andreas von Mirbach, el qual va quedar greument ferit i va morir poques hores després. A conseqüència de la manca de compliment de la petició al govern federal, Hillegaart va ser afusellat a les 22:20 hores al costat d'una finestra oberta per tal que fos visible pel públic. Es desconeix l'autor material dels trets.
Hillegaart va ser enterrat a la tomba familiar del cementiri d'Altona d'Hamburg.